# Helluarchus
Helluarchus is een geslacht van kevers uit de familie van de loopkevers (Carabidae). De wetenschappelijke naam van het geslacht is voor het eerst geldig gepubliceerd in 1914 door Sloane.

## Soorten
Het geslacht Helluarchus omvat de volgende soorten:
- Helluarchus robustus Sloane, 1914
- Helluarchus whitei Lea, 1914